# Арыхкент
Арыхкент — село в Буйнакском районе Дагестана. Входит в состав сельского поселения «Сельсовет „Апшинский“».

## Географическое положение
Расположен в 20 км к юго-востоку от районного центра города Буйнакск.

## Население
| 1939 | 1970 | 1989 | 2002 | 2010 | 2021 |
| ---- | ---- | ---- | ---- | ---- | ---- |
| 368  | ↗456 | ↗538 | ↗584 | ↗640 | ↗744 |

По данным Всероссийской переписи населения 2010 года 100 % населения села составляли аварцы.